# Nhái bầu vẽ
Nhái bầu vẽ (tên khoa học: Microhyla picta) là một loài ếch trong họ Microhylidae. Nó là loài đặc hữu của Việt Nam.
Các môi trường sống tự nhiên của chúng là đầm nước, và đầm nước ngọt có nước theo mùa.